# Iguanura curvata
Iguanura curvata är en enhjärtbladig växtart som beskrevs av Ruth Kiew. Iguanura curvata ingår i släktet Iguanura och familjen Arecaceae. Inga underarter finns listade i Catalogue of Life.